# Loxosceles weyrauchi
Espèce
Loxosceles weyrauchi est une espèce d'araignées aranéomorphes de la famille des Sicariidae.

## Distribution
Cette espèce est endémique de la région de Huánuco au Pérou.

## Description
Le mâle holotype mesure 8,5 mm et la femelle 10 mm.

## Étymologie
Cette espèce est nommée en l'honneur de Wolfgang Karl Weyrauch (1907-1970).

## Publication originale
- Gertsch, 1967 : The spider genus Loxosceles in South America (Araneae, Scytodidae). Bulletin of the American Museum of Natural History, vol. 136, no 3, p. 117-174 (texte intégral).